# Keijo Hynninen
Keijo Kaino Hynninen (Helsinki, 28 novembre 1929 – 22 novembre 2020) è stato un cestista finlandese.

## Carriera
Con la Finlandia disputò i Campionati europei del 1953.